# دابلیو. آر. گیبسون
دابلیو. آر. گیبسون (انگلیسی: W. R. Gibson) بازیکن لاکراس اهل ایالات متحده آمریکا بود.